# Histoire d'Annecy-le-Vieux

Blason d'Annecy-le-Vieux

 (septembre 2017).
Si vous disposez d'ouvrages ou d'articles de référence ou si vous connaissez des sites web de qualité traitant du thème abordé ici, merci de compléter l'article en donnant les références utiles à sa vérifiabilité et en les liant à la section « Notes et références ».
Cet article traite de l'histoire d'Annecy-le-Vieux.

## Histoire chronologique

### Origines
Des populations occupaient déjà les rives du lac d'Annecy depuis le début du néolithique. Dès 5600 av. J.-C, des chasseurs-cueilleurs sont présents, puis entre -4000 et -900. et il s’agissait de cultivateurs et de pêcheurs. Cette occupation est attestée par les restes de cabanes trouvées dans le petit port, dans une zone aujourd'hui immergée mais qui se trouvait alors en bordure du lac.
Vers le début du IVe siècle av. J.-C., les Celtes Allobroges occupèrent à leur tour les territoires des Préalpes, des montagnes de Savoie et des rives des grands lacs. Ces guerriers ont laissé assez peu de témoignages de leur présence, cependant, ils eurent très vite des contacts commerciaux avec les territoires du Piémont. Occupés dès -121, les Allobroges sont définitivement battus par les légions romaines en -62 av. J.-C. et leur territoire s’ouvre à la colonisation romaine.

### Époque romaine
Les Romains s’installèrent à partir de -50 sur la rive nord du lac d’Annecy, dans la plaine des Fins, au pied du site d’Annecy-le-Vieux, et fondèrent le Vicus de Boutae (la « cité des bœufs », future Annecy), qui regroupa près de 2 000 habitants entre les IIe et Ve siècles ; elle occupait une position stratégique au carrefour de trois grandes voies romaines de communication (Italie, Genève, Vienne cisalpine).

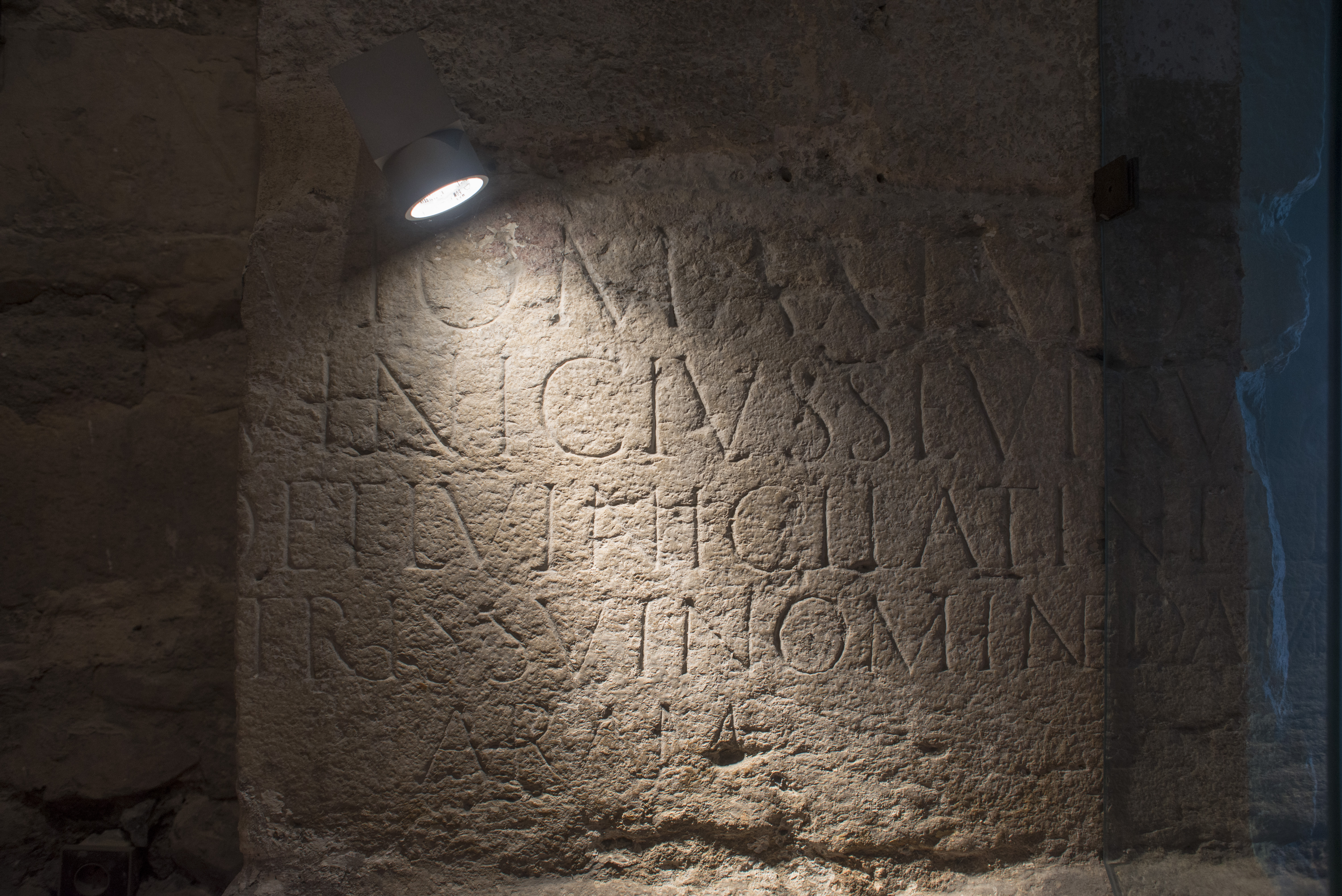
Pierre romaine située à la base du clocher roman et portant une dédicace à Jupiter par Vinicius Servirus

À cette même époque, un propriétaire romain du nom d’Annicius — peut-être de la célèbre et puissante famille de patriciens romains, les Annici — avait une importante villa baptisée Anniciaca, située sur le coteau en contrebas du mont Veyrier, à l’emplacement actuel du chef-lieu d’Annecy-le-Vieux, d’où il dominait la plaine des Fins et le lac. Les villas romaines étaient en fait de puissantes exploitations agricoles qui pouvaient regrouper plus d’une centaine de personnes et vivaient souvent en complète autarcie.
En 2008, a été découvert lors de fouilles sur un projet de construction sur une parcelle privée, rue Jean Mermoz, des vestiges romains du Ier siècle comprenant des traces d'habitation de bonne qualité faisant apparaître des sols en mortier blanc, des murs construits en galets, en blocs calcaires et en molasse, un bassin de la taille d'une piscine servant de petits thermes privés.
Avec l’affaiblissement de l’empire romain, de nombreuses tribus barbares, déferlent à travers la Gaule. En 259, le vicus de Boutae subit une importante attaque, il est rasé et la population est massacrée. Les survivants se réfugient dans les grottes du Mont-Veyrier, la paix revenue, certains s'installent définitivement sur le site de la villa Anniciaca. De la fin du IIIe siècle datent les restes de l'église primitive, premier site du culte chrétien. Les Burgondes occupèrent aussi un certain temps la région et laissèrent de nombreux témoignages archéologiques, mais les trop nombreuses attaques, incendies, pillages et tueries, sonnèrent le glas pour la cité romaine du vicus de Boutae, et au VIe siècle la population finit par complètement abandonner la ville pour se réfugier sur les collines avoisinantes.

### Le Moyen Âge
Après l'abandon du Vicus de Boutae, le site de l'ancienne villa Anniciaca accueillit de nouveaux habitants et se fortifia pour protéger sa population, tout en continuant de vivre essentiellement de l’exploitation agricole. Des populations Burgondes s'installent dans le secteur au Ve siècle, mais peu de traces subsistent de leur présence sur la commune, à l'exception d'une tombe monolithique, transformée en abreuvoir et d'un anneau de verre blanc veiné de jaune pâle.
Après la conversion au christianisme du roi des Burgondes, Sigismond de Bourgogne, les populations organisent leurs communautés en paroisses. Celle d'Anniciaca se place sous le patronage de Saint Laurent. Une église est construite sur l'emplacement de l'ancien temple.
À partir du VIe siècle, des populations franques s'installent aussi et du VIe au XIIe siècle, Anniciaca connut son heure de gloire, en devenant une véritable capitale rurale.

#### LeIXesiècle
Au IXe siècle, après la mort de Charlemagne, lors du démembrement de l'empire, elle fait partie des territoires de la Lotharingie. On trouve mention de la villa Anniciaca, dénommée « Anesciacum » dans un document de 867 concernant le don de la commune, ainsi celui d'autres communes, par Lothaire II (825-869), arrière-petit-fils de Charlemagne à son épouse Teutberge. De fait, il désirait la répudier pour épouser sa maîtresse Waldrade et légitimer les enfants qu'il avait eu avec cette dernière. Le pape Nicolas le Grand (858-867) fera échouer ce projet de répudiation de la reine.
La commune passe ensuite aux mains des rois de Bourgogne; elle figure dans la liste de leur patrimoine datant de 888.

#### LeXIesiècle
En 1011, le roi Rodolphe III de Bourgogne (970-1032) fait don du fiscus (domaine royal) d'Anesciacum à son épouse Hermengarde de Savoie, le domaine faisait partie d'une ensemble beaucoup plus vaste qui s’étendait en particulier autour d’Aix-les-Bains et de la Combe de Savoie. En 1032, à la mort du roi, la commune passe dans le domaine des Comtes de Genève.

#### LeXIIesiècle
À partir de l’an 1107, date à laquelle apparaît pour la première fois le nom d'Annecy-le-Vieux, le vaste territoire de la seigneurie d'Annesciacum se partage en deux. Une nouvelle paroisse se construit au pied du château comtal ; la nouvelle ville fortifiée d’Annecy-le-Neuf commence à prendre de l’importance, l’ancienne Anniciaca, devenue Annecy-le-Vieux perd sa position hégémonique, et retourne à ses occupations agricoles (vigne, céréales, élevage), mais garde un certain caractère résidentiel, avec de nombreux manoirs et relais de chasse, appartenant aux nobles et aux bourgeois d’Annecy-le-Neuf. Sa population reste pendant longtemps équivalente à celle de la nouvelle cité d'Annecy.
Dans la plaine sont cultivés les céréales — froment, seigle, millet, avoine, orge et surtout la fève (le roi des légumes). De nombreux noyers (pour l'huile) et châtaigniers (pour la châtaigne) sont plantés. Sur les adrets (coteaux ensoleillés) la vigne est cultivée, plus haut, c'est le royaume des pâturages et de la forêt. Les céréales et le foin sont récoltés à la faucille et à la faux puis sont battus au fléau devant la porte des granges.
Les maisons, couvertes de toits en chaume, sont blotties les unes contre les autres, pour mieux lutter, l'hiver, contre le froid. Seuls le soubassement et la cave sont en pierre de pays, tout le reste est en bois, même les charnières et les gouttières. Les hameaux connaissaient de nombreux incendies qui constituent le principal fléau. Les malades doivent se débrouiller tout seuls pour trouver les remèdes qui les soulageront (secrets d'herboristes, sorcières et magiciens, prières). Les montagnes et les forêts sont habitées par les ours et les loups et lorsque ces derniers sont affamés ils n'hésitent pas à venir renifler jusque sous les portes des maisons dans les hameaux. Mais il y a d'autres bêtes dangereuses comme les nombreux serpents et les aigles.
Le clocher est construit avec des pierres d'anciennes ruines romaines, de galets du Fier et de la molasse.

#### LeXIIIesiècle

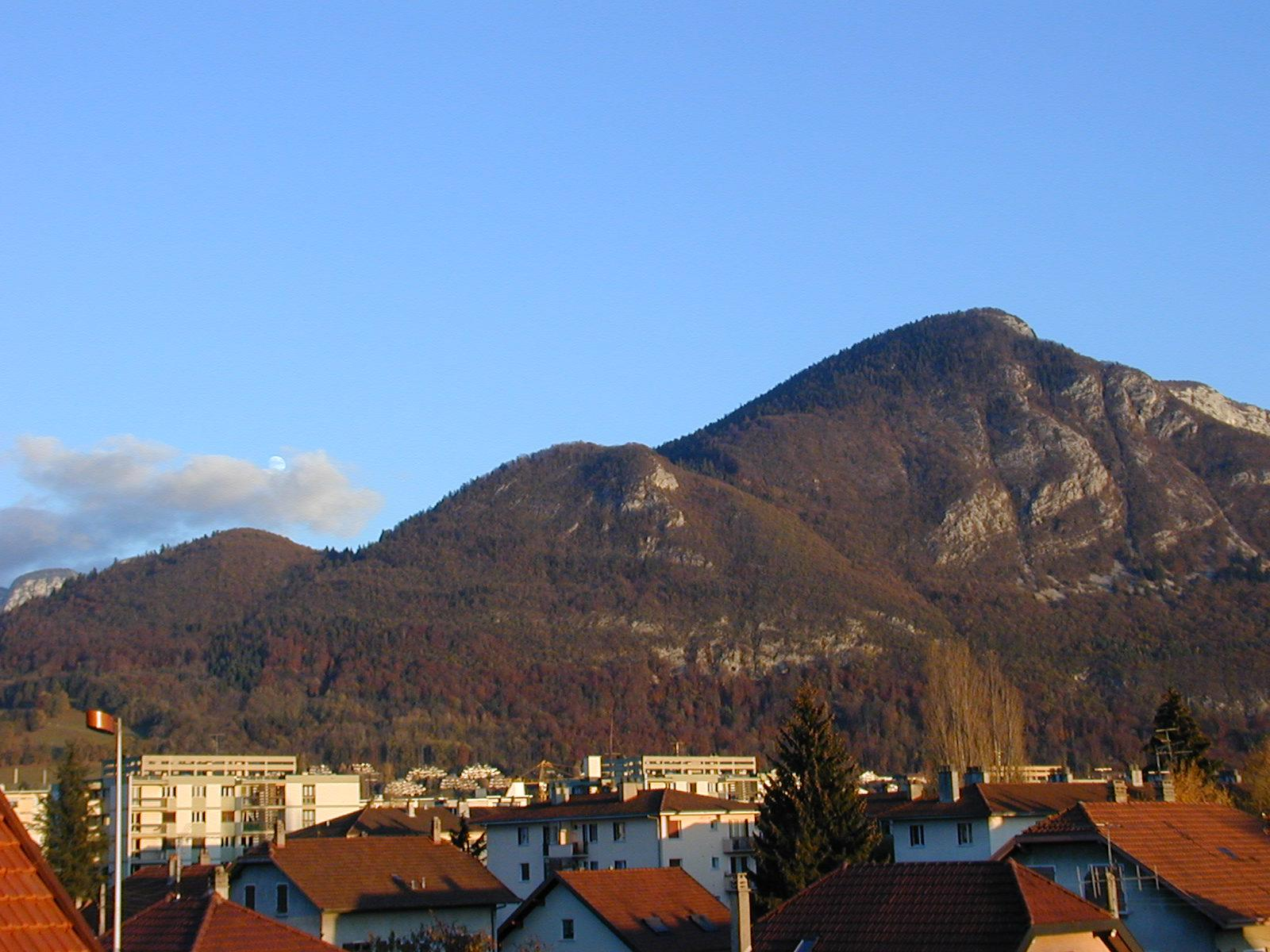
Les monts Rampignon, Rampon et Veyrier dominant les quartiers des Barattes et des Pommaries

Dès le XIIIe siècle est attestée l'existence d'un poste de garde avancé sur le domaine féodal de la Verdanna (Champverdan) chargé de surveiller les passages sur le chemin conduisant à Thônes.
Il est aussi attesté qu'existait au XIIIe siècle — et certainement depuis des temps immémoriaux — sur les monts Rampon, Rampignon et Veyrier, grâce aux forêts dont sont couverts ces espaces naturels, une importante activité de charbon de bois, pour le chauffage des maisons l'hiver. Le Mont Rampon était d'ailleurs appelé la montagne des Bois Noirs. Cette activité a perduré jusqu'après la Seconde Guerre mondiale. Les dernières charbonnières ont été exploitées par des républicains espagnols qui y avaient trouvé refuge. Ils furent parmi les premiers à rejoindre le maquis en juin 1943. La forêt était aussi exploitée pour les besoins en bois de construction.
Dans la première moitié du siècle, le comte Guillaume II de Genève cède aux Dames de l'abbaye cistercienne de Sainte-Catherine du Semnoz des terres agricoles (futur quartier de l'Abbaye). Il n'y aura jamais d'Abbaye mais seulement un corps de ferme et des dépendances.

#### LeXIVesiècle
Dans un document de 1320 — un accord signé entre le curé d'Annecy-le-Vieux et le prieur de Talloires — est mentionnée l'existence d'une église Saint-Laurent. À l'intérieur, durant les siècles suivants, de nombreuses chapelles seront édifiées par des familles riches, gérées par des recteurs particuliers avec des revenus provenant souvent de l'exploitation des vignes.
En 1342, au hameau de Brogny, nait le futur cardinal Jean Allarmet de Brogny qui fut un des plus importants hommes d'église de son époque — voir #Personnalités liées à la commune. Il embellit l'ancienne église Notre-Dame et fonda en 1422, le couvent des Dominicains à Annecy.

### LeXVesiècle
Avant 1419 la famille de Menthon fonde le château de la Cour. Maison forte puis résidence de plaisance à partir du  XVIIIe siècle, le château de la Cour appartient aux Menthon-La Balme jusqu'à la Révolution. Le cadastre de 1730 montre que la moitié des biens nobles d’Annecy le Vieux appartient à la famille de Menthon à cette époque (120 hectares).

### LeXVIesiècle
En 1503, la maison forte de Verbouz (Verboux) est construite, à l'emplacement d'un ancien poste de garde, défense avancée de la seigneurie de La Pesse, qui longtemps a contrôlé le chemin conduisant d'Annecy-le-Vieux à Thônes. Son propriétaire est Michel de Crans, de la riche famille de Crans, propriétaire de plusieurs maisons fortes et belles demeures de la région d'Annecy : Château des Places à Veyrier, Domaine de la Gailliardaz à Chavoires, Domaine Chez Joly (L'Abbaye) et maison-forte de Boisjettaz (Les Barrattes) à Annecy-le-Vieux. Sa nouvelle épouse Jeanne de Verboux appartient à la famille des seigneurs de Verboux — originaire de la région de la Semine et descendante d'un seigneur burgonde du nom de Warbodus qui donna Warbos, Verbouz, Verboux — et c'est en son honneur que le hameau prend désormais le nom de Verboux.

### LeXVIIesiècle
En 1607, le domaine de Verboux appartient à Jacques de Baillans, seigneur de Vignières, descendant de la famille des seigneurs de Verboux. Il fut le Maître d'hôtel de Madame Royale. Le 5 novembre 1607 il fait baptiser ses deux fils à l'église Saint-Laurent, tels que l'attestent les anciens registres de la paroisse.
Après 1628, est construite la chapelle de Bellegarde, par Charles-Nicolas Arpiaud-Baty (1577-1651). Originaire d'une humble famille paysanne, il épousa en 1628, Annable de Mandole, descendante de la famille de Bellegarde, une puissante famille de la noblesse du Faucigny. Ils y seront tous les deux enterrés. Vendue comme bien national sous la Révolution, la chapelle fut complètement détruite.
En 1699, le duc de Savoie, Victor-Amédée II de Savoie, vend la seigneurie d'Annecy-le-Vieux.

### LeXVIIIesiècle
Construction avant 1713, du bâtiment dit de « l'Abbaye » sur une propriété appartenant à l'Abbaye de Talloires.
Une carte sarde de 1730, indique la présence de vignes cultivées sur les versants ensoleillés (adrets) et protégés sur une surface de 93 hectares.  Cinq cépages étaient alors cultivés et nommés : blancs, gros noirs, servagins, douces et rouges. Pour protéger les vignes du froid et des coulées de boue, la vigne était cultivée dans des enclos de pierres sèches.
En 1756, la commune compte 470 habitants appartenant à 126 foyers, 230 vaches laitières, 116 bœufs, 100 veaux, 157 moutons, 16 cochons et 12 chevaux. Territoire de collines avec des versants ensoleillés et protégés par la douceur venue du lac, la vigne était largement cultivée depuis le Moyen Âge, et fournissait des quantités de vin en excédent, pouvant être vendues sur les marchés environnants. Les céréales sont aussi cultivées mais en quantités insuffisantes pour les besoins des familles de la commune.
Le 30 avril 1760 la famille de Baillans/de Varax vend le domaine de Verboux à Claude François Magnin, bourgeois d'Annecy et avocat au Sénat de Savoie. La maison forte, telle que décrite dans l'« acte d'état » semble être en mauvais état et nécessite de lourds travaux en particulier pour la toiture. La maison existe toujours aujourd'hui.
En 1783, les communiers (gestionnaires) vendent quelques biens communaux pour payer les affranchissements.
Dans la nuit du 21 au 22 septembre 1792, les troupes françaises du général Moutesquiou envahissent pas surprise le duché de Savoie, obligeant l'armée savoyarde, le roi et de nombreux fonctionnaires et membres du clergé à se réfugier au Piémont. Fin octobre, l'Assemblée des Allobroges, réunie dans la cathédrale de Chambéry déclare la fin du despotisme, la suppression des corvées et de la gabelle, la fin de la milice et la création du département du Mont-Blanc. Les ancileviens deviennent français pour 23 ans.
Après l'arrêté du 21 janvier 1794, an III de la République, mettant fin à l'exercice de la religion dans le département, Annecy-le-Vieux connaît quelques destructions, même si elles sont moins importantes qu'ailleurs. Le clocher qui n'a pas de « flèche pointue pouvant offenser l'œil révolutionnaire » est épargné mais les cloches sont descendues, brisées et envoyées pour être refondus en canon. Les deux églises sont saccagées ainsi que les tombeaux où reposaient des religieux ou des nobles. La chapelle de Provins, comme celle de Bellegarde, est détruite mais sa statue de la vierge « Notre-Dame de Provins » est sauvée durant la nuit par Nicolarde Salomon, une jeune fille pieuse qui lui vouait un véritable culte. La statue, cachée jusqu'en 1804, fut réinstallée dans la chapelle de Provins au terme d'une procession.
En 1796 (An V de la Révolution française), la commune récupère la fonte de ses anciennes cloches et charge le saintier Jean-Baptiste Pitton, d'effectuer la fonte d'une importante cloche républicaine (700 kilos, 109 cm de diamètre et 90 cn de hauteur) pour être installée dans le clocher, voir #Patrimoine historique.

### LeXIXesiècle
Le 12 février 1801 (23 pluviôse an IX) le Conseil municipal délibère sur la possibilité et les moyens de créer la première école municipale et d'y établir un maître d'école.
Avec le Consulat, en 1801, la paix religieuse est rétablie. De nombreux Ancileviens vont travailler dans les usines d'Annecy, en particulier à la fabrique d'étoffes de coton imprimées, dites « indiennes » ouverte en 1804 et qui emploie 360 ouvriers.
En 1809, la commune fait surélever l'église primitive construite au pied du clocher du XIIe siècle pour y installer la maison commune. Au fil des années, le bâtiment sera occupé par l'école publique (1831), par le logement de l'instituteur, puis par le local pour les pompiers de la commune, puis par la mairie jusqu'en 1971, pour devenir l'actuel local de la Police municipale.
À la fin de l'empire napoléonien, le traité de Paris du 30 mai 1814 redécoupe les États de Savoie entre la France et le Royaume Sarde. La région d'Annecy reste française et son territoire s'enfonce dans les États sardes. La frontière passe à 20 km au nord et à 30 km à l'est de la commune. La population est politiquement divisée entre ceux qui veulent être rattachés à la France (cocardes blanches, couleur du roi de France) et ceux qui veulent rester savoyards (cocardes bleues).
Le maire d'alors, Jean-Louis Ruphy, fils d'un architecte annécien très important et riche acheteur de biens nationaux, commet quelques maladresses politiques et des indélicatesses de gestion. En juillet 1814, après quelques jours de tension et d'échauffourées, avec une partie de la population pro-sarde, et l'auto-proclamation de l'état de siège, des négociations sont ouvertes. Entretemps, François Ruphy, oncle du maire, se fait nommer sous-préfet d'Annecy. Les négociations se termineront en janvier 1815 avec la démission du maire. Cependant, après la restauration sarde, qui a lieu le 28 novembre 1815, la famille Ruphy continuera à jouer un rôle important.

#### Restauration sarde
En décembre 1831, le sieur Forestier obtient l'autorisation d'ouvrir une école publique pour les garçons dans la commune. Elle est établie dans les locaux de l'ancienne église à côté de la mairie et les premières années l'instituteur fut payé par les parents des écoliers jusqu'à ce qu'il ait pu être pris en charge par le budget communal, les parents devaient aussi fournir de quoi chauffer la classe. L'école pour les filles est ouverte en 1845, classe unique, elle comptera 75 filles au 1er janvier 1860 et le cours était assuré par une sœur de Saint-Joseph.
En février 1834, selon la lettre du secrétaire de la mairie à l'intendant provincial, la population de la commune est de 1 320 habitants, dont la répartition par hameaux est la suivante : Albigny 131, les Barrattes 110, Le Bray 79, Brogny 117, Le Buloz 91, Le Creux 70, Frontenex 184, Novelle 79, Provins 82, Sur les Bois 97, Vignière 135. Dans cette lettre, il fait aussi référence à l'utilité du nouveau cabaret de Pierre Cordel (actuel café Brunet) installé au chef-lieu et décrit les habitants comme laborieux, actifs, économes, sobres et exploitant avec intelligence et succès leurs propriétés foncières.
Le 15 août 1842, un important incendie détruit neuf fermes et maisons du hameau du Bulloz. La plupart des familles étaient non assurées et ont tout perdu, habitations, bâtiments professionnels, meubles, linges et effets personnels. Un subside extraordinaire leur est accordé par le roi Charles-Albert.
Le 1er mai 1844, un nouvel incendie ravage le hameau d'Albigny détruisant de nombreuses maisons. L'organisation des secours se révèle à nouveau d'une grande inefficacité. Il existait quelques pompes à incendie mais elles étaient disséminées dans divers hameaux et le regroupement des hommes du feu était fait sans réelle organisation. Le conseil municipal décide dans sa séance du 4 juin 1845 de constituer une compagnie de sapeurs-pompiers et d'acheter des nouvelles pompes plus modernes et plus puissantes. Le financement devant être assuré par la vente de chemins communaux inutilisés. Le 17 juin, le maire d'Annecy-le-Vieux, profita d'une entrevue avec le roi Charles-Albert pour lui parler de son projet et celui autorisa le 18 juillet 1845 la création de cette nouvelle compagnie. Elle est officiellement installée le 14 septembre 1845 et est organisée en sept sections comprenant au total 71 sapeurs-pompiers volontaires. Une fête mémorable salua cette création.
En 1845, la commune comporte treize hameaux : Albigny, les Barattes, le Bray, le Bulloz, le Chef-lieu, le Creux, le Crez, Frontenex, Novel, le Petit-Brogny, Provins, Sur les Bois, Vignères.
Le 29 novembre 1849, le Conseil communal vote à l'unanimité le plan de construction d'une nouvelle église. Le maire Louis Ruphy, architecte de métier, réalise gratuitement les plans et les devis. La vente de bois de la forêt communale apporte un quart du financement et la nouvelle église Saint-Laurent est consacrée par l'évêque d'Annecy, Mgr Rendu, le 8 août 1852. Le bâtiment est de style néo-classique sarde.
Après la restauration sarde, le caractère résidentiel de la commune va se confirmer tout au long du XIXe siècle et jusqu'au début du XXe siècle, lorsque de nombreux artistes viennent séjourner ou se retirer à Annecy-le-Vieux, pour créer, s’y reposer, et profiter des magnifiques vues sur le lac et les montagnes : Eugène Sue (entre 1851 et 1857), Astolphe de Custine, John Ruskin et Gabriel Fauré (entre 1919 et 1924), entre autres, devinrent des fidèles de la commune.
Eugène Sue, auteur des fameux Mystères de Paris, vécu ses dernières années à Annecy-le-Vieux, de 1851, après le coup d'État de Louis-Napoléon Bonaparte, jusqu'à sa mort le 3 août 1857, voici comment il décrit la villa de la Tour où il résida et son environnement :

La maisonnette est blanche et ses volets sont verts, 

Au pied du Veyrier elle est assise et plane 

Sur le lac d'Annecy, dont les bords sont couverts 

De noyers jaunissants : son onde diaphane, 

Frais miroir transparent, Reflète la beauté 

D'un paysage alpestre et ses rochers noirâtres, 

Ses prés, ses grands sapins, leur sombre majesté, 

Puis, la lueur des feux allumés par les pâtres 

Lorsque la nuit descend sur leurs monts sourcilleux ... 

et comment il relate une promenade aux Prés Vernet :

...Au moment où nous arrivions dans cet oasis, l'on fauchait ces prés parfumés de mille fleurs alpestres de couleurs variées. Le pourpre, le blanc, l'orange, le bleu, le lilas confondaient leurs nuances. Les senteurs pénétrantes de cette fenaison embaumaient l'air vif et pur que l'on aspire au sommet des montagnes. La fraîcheur devenait délicieuse ; de grandes ombres bleuâtres envahissaient peu à peu ces prairies glacées d'or par des reflets du soleil à son déclin. Des femmes, des jeunes filles, coiffées de larges chapeaux de paille, pieds nus et bras nus, alertes, bruyantes, joyeuses, amoncelaient le foin en meulons ou le ramassaient avec des râteaux... 

En octobre 1853, quelques jeunes de la commune décident de former une fanfare en liaison avec le corps des sapeurs-pompiers. Le premier chef des musiciens est Ernest Ruphy.

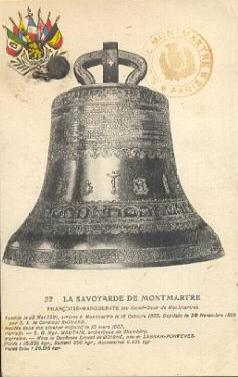
La Savoyarde

Au milieu du XIXe siècle, sur les terrains du bas de la commune, s’installent quelques industries, dont les deux fleurons furent la minoterie Cléchet et la fonderie de cloches Paccard, qui a porté le renom d’Annecy-le-Vieux dans le monde entier.
Le fondeur Georges Paccard, décide d'installer sa nouvelle fonderie de cloches dans la commune en 1857 sur une propriété achetée en 1852. Originellement installée sur un terrain derrière la ferme de l'Abbaye, la fonderie sera déplacée sur un terrain plus grand, chemin de l'Abbaye.  C'est dans les nouveaux locaux, en mai 1891, que la cloche « La Savoyarde » du Sacré-Cœur à Paris fut coulée. Ce bourdon, toujours un des plus gros du monde, pèse 18 835 kg, mesure 3,06 m de hauteur pour 9,60 m de circonférence extérieure, avec une épaisseur à la base de 22 cm, et un battant de 885 kg, l'anneau de fixation pèse à lui seul 94 kg. L'installation a un poids total de 25 765 kg, le joug de chêne qui la supporte mesure 170 cm de haut sur une largeur de 420 cm et pèse plus de 5 tonnes. La ruelle par où est sortie le bourdon porte le nom de « rue de la Savoyarde ». La tonalité du contre ut est donnée grâce à un procédé industriel secret à l'époque et les vibrations du bourdon peuvent être entendues à 40 kilomètres et plus.

### Après l'annexion de la Savoie à la France
En 1860, après le traité de Turin, signé par le roi Victor-Emmanuel II de Savoie et l'Annexion de la Savoie à la France, Annecy-le-Vieux devient une commune française dans le nouveau département de la Haute-Savoie. Elle compte alors 1 359 habitants.
En novembre 1860, l'inspecteur d'Académie, signale au sujet de l'école : « Les deux salles de classes sont basses et mal aérées, elles sont situées dans une ancienne église peu appropriée à l'usage d'une maison d'école, les élèves doivent payer une cotisation pour en assurer le chauffage. (...) Il faut dans l'avenir donner à cette école un caractère pleinement communal ». Le 16 juin 1861, la commission communale est constituée pour la création d'une nouvelle école. Le 17 juillet 1864, un premier terrain situé au chef-lieu est préempté mais ne convient pas bien. Finalement le 31 août 1864, une pièce de vigne de 30 ares appartenant au vieux baron Falquet est choisie pour construire la nouvelle école publique. Les plans sont établis par l'architecte Camille Ruphy et approuvés en 1865. La construction (gros œuvre) est réalisée à partir du mai 1866 pour la somme de 34 000 francs, terrain compris et les finitions (murs de clôture, puits, cloisons et volets) sont réalisées pour 7 000 francs. Le financement est assuré par la commune grâce à la vente de bois de la forêt communale et le complément par un emprunt de 12 000 francs auprès du Crédit foncier. La nouvelle école est réservée aux garçons, les filles continuent d'occuper les locaux de l'ancienne église et leur enseignement est désormais assuré par trois sœurs de Saint-Joseph. En 1878, la grande pièce de l'école est divisée en deux par une cloison pour éviter les distractions et le dérangement entre chaque catégorie d'enfants.
Un inventaire du 20 mai 1861 indique que chaque section des sapeurs-pompiers dispose d'une pompe, de deux échelles, d'une hache, d'une pioche, d'une lanterne, de douze seaux, d'un tambour et d'un clairon. Une caisse de secours pour les pompiers malades est mentionnée, elle est alimentée par des dons, des cotisations et le fruit de certaines amendes.
Le 2 août 1880, le Conseil municipal et le maire, Victor Paccard, prenant en considération la pétition des habitants des hameaux de Sur-les-Bois, du Buloz et du Creux, décident la création de l'école de Sur-les-Bois. Dès septembre 1880, une école provisoire est mise en place. La construction de la nouvelle école, sur des plans de l'architecte Mangé, conseiller municipal, commence en mars 1882 pour un coût global de 20 000 francs, financé en grande partie par l'État.
Le 20 février 1881, le Conseil municipal met en place un système de récompense pour les écoliers méritants. Les élèves reçoivent, au fur et à mesure, des bons points pour récompenser leur bon travail et leur bonne conduite. Le total de ces bons points sert à déterminer la part proportionnelle que chaque élève reçoit dans la répartition annuelle d'une somme de 40 à 50 francs alloué par la commune. La somme est placée au nom de l'élève sur un compte à la Caisse d'épargne scolaire. Parmi les punitions on trouve : les retenues surveillées, la récitation par cœur d'un texte d'histoire ou de géographie, la balayage de la classe et le désherbage du jardin...
Les premiers élèves sont présentés au certificat d'études à partir de 1884 : deux réussissent en 1884, un en 1885, aucun en 1886, un en 1887 et trois en 1888. Selon l'instituteur : « C'est peu pour une école d'une commune de cette importance. Cela tient d'abord à l'indifférence que manifestent les parents pour l'obtention de ce titre ; mais la principale cause provient de ce que les élèves quittent généralement l'école au moment où ils sont prêts à atteindre la somme de connaissances exigée pour cet examen ». Beaucoup d'élèves sont fils d'agriculteurs et s'absentent fréquemment d'avril à novembre pour participer aux travaux des champs. La plantation des pommes de terre, la fenaison, la moisson et les semailles d'automne, occupent beaucoup de personnes et tous les bras valides sont nécessaires y compris ceux des enfants, d'autant plus que les instituteurs évitent de détourner les enfants des professions manuelles et agricoles pour lesquelles l'habitude de l'effort doit être pris très jeune. D'autre part, le fait de parler essentiellement le patois dans les familles et entre camarades est vu comme un frein dans la bonne maîtrise du français.
En 1888, l'instituteur rédige un remarquable rapport sur la commune, sur la vie scolaire et sur les conditions de vie des habitants de la commune, pour l'académie de Chambéry, ce qui lui vaudra en 1900, une promotion exceptionnelle.
Le 19 août 1894, le conseil municipal, prend en charge le besoin d'un nouveau cimetière, à la suite d'une demande du préfet faisant remarquer que le cimetière communal jouxtant l'Église Saint-Laurent, ne convient plus aux exigences du service des inhumations et ne répond pas aux conditions légales. Le maire, Ernest Mollard, reconnaît que la superficie est insuffisante et qu'il y a même un danger de salubrité publique en cas d'épidémie. Le 9 décembre, une parcelle de 32 ares, située à quelques centaines de mètres à l'est de l'Église, est achetée pour un prix de 2 400 francs. Le coût des travaux se montent à 5 693 francs et le nouveau cimetière est inauguré le 15 août 1898. Les concessions ont une longueur de 2,5 mètres et le coût de creusement d'une fosse ordinaire est de 3 francs. Cependant le transfert des tombeaux de l'ancien cimetière vers le nouveau va prendre tellement de temps qu'en 1910, la mairie est obligée d'envoyer une mise en demeure aux familles récalcitrantes, mais la désaffection totale ne sera pas effective avant encore plusieurs années.
En 1898 la ligne de tramway d'Annecy à Thônes est inaugurée après douze années de travaux. Un arrêt est créé au hameau de Vignière, un autre au hameau de Lachat et un troisième au hameau de Sur-les-Bois, où était accroché un wagon plat chargé de bûches de bois pour la gare de Dingy où la locomotive à vapeur était réapprovisionnée en bois et en eau avant de continuer sa montée vers Thônes. Ce tramway apporta de nouvelles commodités et facilita les déplacements.

### LeXXesiècle
Avec le rattachement de la Savoie à la France et l'arrivée du chemin de fer, les vins français viennent concurrencer dangereusement les vins d'Annecy-le-Vieux, mais c'est surtout les attaques du mildiou, puis du phylloxéra, qui aboutissent à la diminution, puis à la disparition complète de la production vinicole, au début du XXe siècle. En fait, la vigne passa de 100 hectares au début du XIXe siècle, à 75 hectares en 1848 et à 20 hectares en 1900.  La terre est fertile mais elle est lourde, compacte et difficile à travailler, les champs sont donc en majorité transformés en pâturages. La première fruitière est créée en 1905, route de Thônes près de l'ancien cimetière, pour récolter la production laitière de 24 agriculteurs et la transformer en fromages, ce qui est finalement très valorisant; ainsi la production laitière a définitivement remplacé la vigne en 1910. La production d'arbres fruitiers se développe aussi, particulièrement les pommiers et les poiriers. Sur certaines terres sont cultivés les pommes de terre et les céréales.
De toute façon, selon des anciens, le vin rouge produit pendant plusieurs siècles sur les adrets de la commune, n’était pas réellement d’une très grande qualité et ne possédait pas un taux d’alcool très élevé. Cependant Annecy-le-Vieux garde un souvenir de cette production vinicole, qui a aussi marqué son paysage, à travers la grappe de raisins que l’on peut voir sur son logo municipal officiel, mais aussi à travers plusieurs noms de lieux-dits attestant de ce passé vinicole : Vignières (du latin Vinearius), Provins (qui signifie multiplication par marcottage), impasse des Vignes, allée de la Vigneraie (nom d’une ancienne parcelle), allée du Tenailler (pièce d'angle où on trouvait les cuves et où l'on rangeait les outils servant au travail de la vigne), montée de Novel (sol de nouvelles vignes), montée de la Cave (aujourd'hui rue Jean Mermoz). De fait, un peu partout sur la commune on rencontre encore de nombreux pieds de vignes gardés dans les jardins et des vignes sauvages se remarquent souvent dans les haies et contre les murets. Pour l'anecdote, la paroisse Saint-Laurent d'Annecy-le-Vieux devait fournir chaque année à la Collégiale Notre-Dame-de-Liesse d'Annecy, 8 sommées de vin, soit 966 litres, pour l'entretien des 10 enfants de chœur.
En janvier 1900 le conseil municipal se prononce favorablement sur un projet de construction d'une ligne de tramway électrique du hameau du Petit-Port jusqu'à celui de Beau-Rivage à Sevrier mais à condition de faire démarrer la ligne depuis le hameau d'Albigny et de la prolonger jusqu'à Talloires, ce qui fut refusé par le promoteur et le projet fut finalement abandonné.
En 1901, un grave incendie consume une partie du hameau de Frontenex mais la chapelle est épargnée.
En 1908, l'électricité arrive au Chef-lieu; le dernier hameau, Sur-les-Bois n'en bénéficiera qu'à partir de 1930, malgré une pétition de novembre 1921.
En 1911, naissance au manoir de La Cour, d'Anne de Guigné, morte en janvier 1922 et déclarée « vénérable » par le pape Jean-Paul II en 1990.
En 1914, la fonderie Paccard coule le « Jeanne-d'Arc », un bourdon de 16 tonnes pour la cathédrale de Rouen, mais qui ne sera installé qu'après la guerre en 1920.

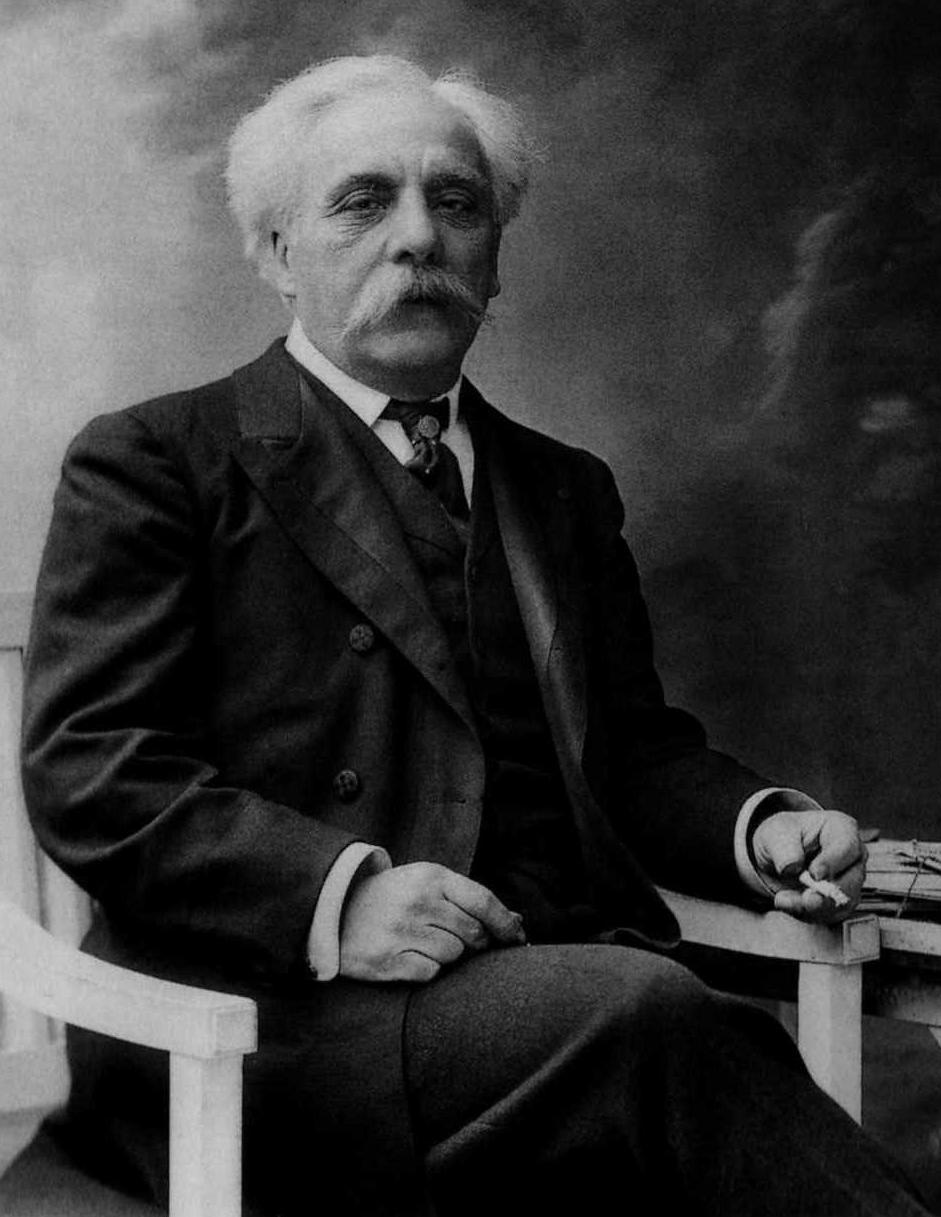
Gabriel Fauré en 1905

Le compositeur Gabriel Fauré, tombé sous le charme alpestre de la commune, vient s'installer au chef-lieu d'Annecy-le-Vieux dans la villa Dunand, que la famille Maillot, lui loue de 1919 à sa mort en 1924. Il y reçut de nombreux artistes comme les compositeurs Alfred Cortot et Arthur Honegger, le violoncelliste Pablo Casals et la meneuse de revue Joséphine Baker. En août 1923, lors d'un concert privé dans l'église, Gabriel Fauré joue à ses invités son requiem et Arthur Honegger joue des extraits du « Roi David »  
 ...Je ne crois pas avoir jamais vu la nature si belle, si resplendissante. Le soir vers six heures, il y a ici un effet de lumière, répandu sur un espace immense, d'une beauté profondément émouvante... 

En 1935, décès du vieux père André Ruffard, figure emblématique de la commune, ancien combattant de la guerre de 1870, il fut pour la commune un sapeur-pompier et un dévoué garde champêtre pendant 52 ans, sans avoir jamais dressé un seul procès-verbal.
En 1937, les cloches du clocher sont fondues par la fonderie Paccard et installées, alors que la grande cloche de l'église est classée monument historique. Le 1er juin 1944, un bombardement détruit le bourdon dans l'embrasement du clocher de la cathédrale d'Annecy. Il sera remplacé par un autre bourdon de 10 tonnes.
À l'époque du Maquis des Glières, la maison familiale des sœurs Louise et Colette Périès (agents de liaison, croix de guerre et médaille de la Résistance), sise au Hameau de Provins, était un centre névralgique de l'Armée secrète. Après la guerre, en 1948, le Général De Gaulle et son épouse y ont dormi
Le 18 janvier 1944, deux résistants l'Espagnol Richard Andrès et le Français Léon Bouvard  sont tués au hameau de Sur-les-Bois alors qu'ils descendaient du plateau des Glières.
En 1956, un projet prévoit d'aménager dans le secteur d'Albigny : une piscine, une brasserie, un dancing, une location de canots et gondoles, un hippodrome, un casino-théâtre et une base d'hélicoptère.
En 1961, les orgues de l'église Saint-Laurent, œuvre du facteur d'orgue Dunand de Lyon sont installées. Elles remplacent l'harmonium fabriqué en 1905 par Charles-Henry Bildé (1861-1947) et installé en 1912.
En 1962, l'école de Sur-les-Bois s'agrandit d'une nouvelle classe, pour un coût de 157 000 francs.
En 1969, l'avenue du Petit-Port est construite sur des remblais provenant de la démolition de l'ancien hôpital et de l'ancienne prison. Au début du siècle, existait à cet emplacement un endroit humide très bucolique appelé fer-à-cheval à cause de sa forme. La zone humide était alimentée par un ruisseau, appelé le « Vy élevé » qui n'existe plus, mais dont une rue porte le nom.
Le 17 juin 1973 les habitants d’Annecy-le-Vieux choisissent de rester indépendants et refusent, par 82 %  et 2 685 votants, la fusion-absorption proposée par Annecy, sa voisine et sœur.
En 1973, le nouveau cimetière des Glaisins est inauguré car celui du chef-lieu était désormais plein.
Le 18 février 1985, le conseil municipal adopte le nom « Ancilevien » et les habitants se dénomment désormais Ancileviens et Ancileviennes.
L'église Saint-Laurent est entièrement rénovée en deux phases : en 1986 (toitures, façades, porche) et en 1995 pour l'intérieur.
En 1989, l'urbanisation, la valorisation foncière des terrains de la commune, mais aussi la nécessité de travaux onéreux sur la toiture, pousse la fonderie Paccard à quitter définitivement le territoire de la commune, après 132 années de labeur pour aller s'installer dans de nouveaux locaux à Sevrier.

### LeXXIesiècle

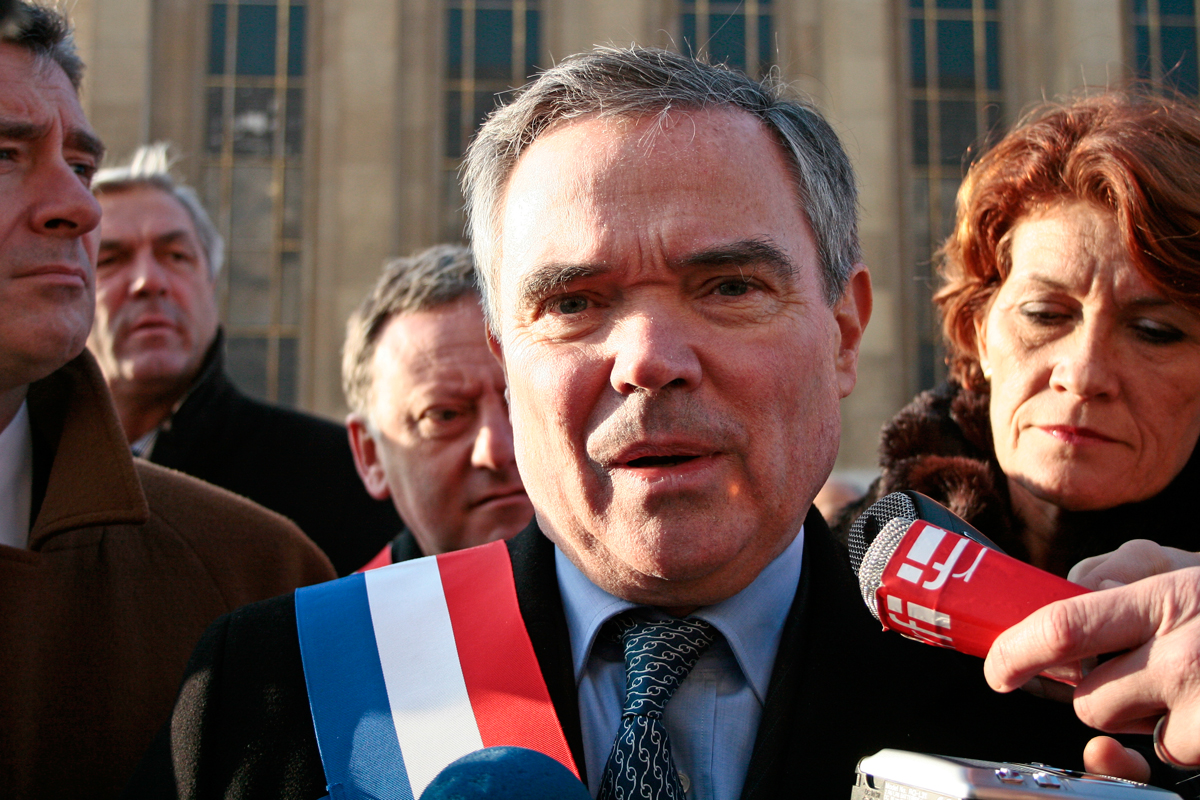
Bernard Accoyer

En mars 2001, ouverture de la Mapad-résidence les Vergers avec une capacité de 41 lits.
D'octobre 2004 à février 2005, 230 mètres de murets ont été restaurés, route de Pringy et route du Pont de Thé.
En janvier 2005, la municipalité a reçu la visite du ministre de la Justice Dominique Perben et de la secrétaire d’État aux Droits des victimes Nicole Guedj. Au mois de mars, le ministre de la Culture et de la Communication, Renaud Donnedieu de Vabres est venu à l'inauguration du nouvel espace de l'Abbaye consacré aux Arts plastiques. En 2005, le nouveau parc Gabriel Fauré est aménagé sur 6 700 m2.
En avril 2006, la municipalité a reçu la visite de Philippe Bas, le Ministre délégué à la Sécurité sociale, aux Personnes âgées et à la Famille et en octobre 2006, celle de François Goulard, Ministre délégué à la Recherche et à l'Enseignement dans le cadre du 30e anniversaire du Laboratoire d'Annecy-le-Vieux de Physique des particules.
Le 26 juin 2007, Bernard Accoyer le député-maire d'Annecy-le-Vieux, est élu président de l’Assemblée nationale par 314 voix sur 563, devenant ainsi le quatrième personnage de l'État dans l'ordre protocolaire. Il restera à la tête de l'Assemblée nationale jusqu'à juin 2012 après l'élection du nouveau président de la République François Hollande.
Le 6 juin 2008, La ministre de l'Enseignement supérieur, Valérie Pécresse, à la suite de sa visite du CERN, fait un passage à la Mairie avant de se rendre au Laboratoire de Physique des particules (LAPP), partenaire du projet LHC et à l'IUT.
Le 2 septembre 2013, inauguration la Maison de la Mécatronique sur le Campus universitaire par la ministre Geneviève Fioraso.

## Patrimoine historique

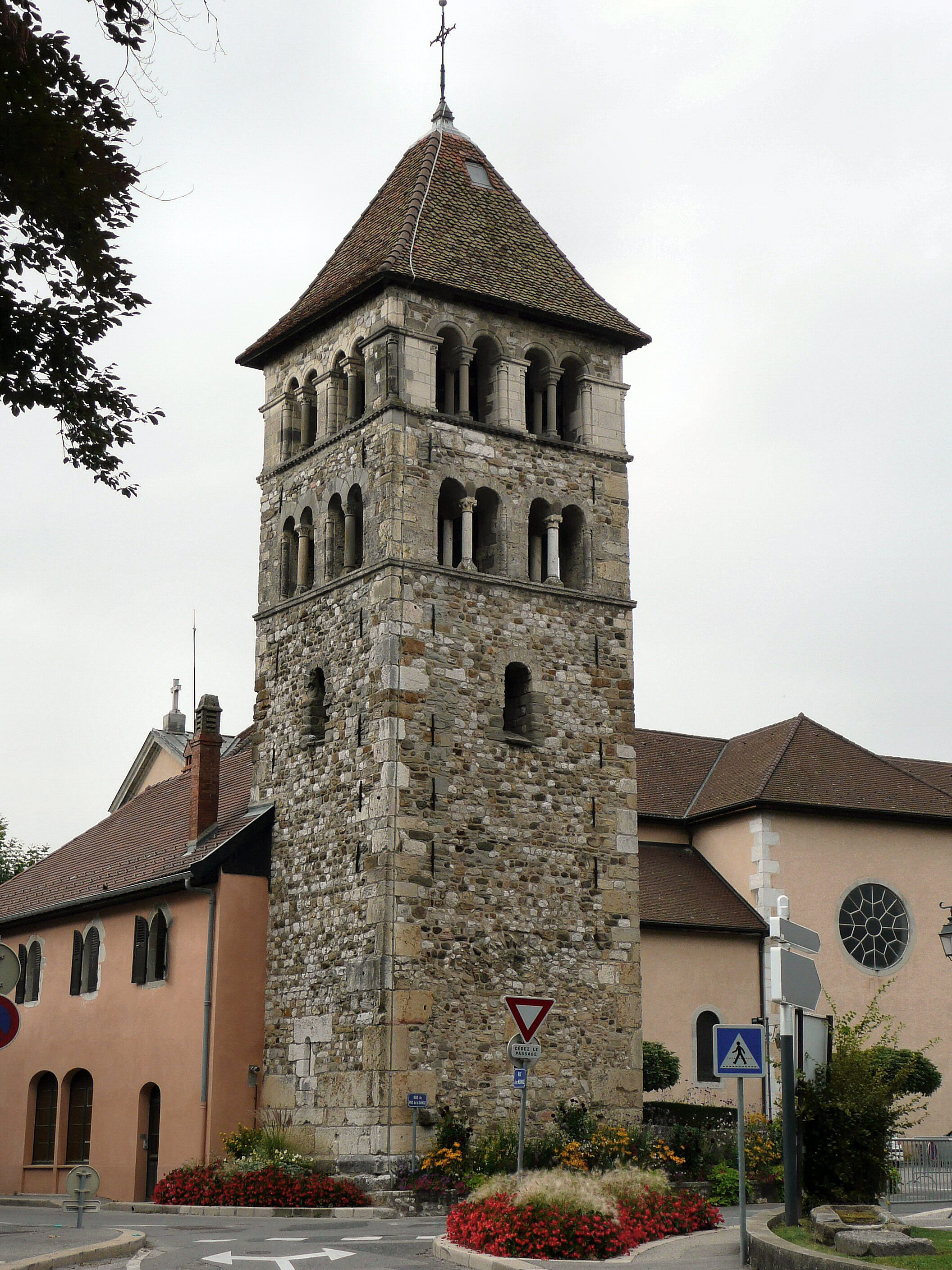
Clocher roman

- Le Site sublacustre du Petit Port  Inscrit MH (1991).
- Le clocher d'Annecy-le-Vieux  Classé MH (1908), situé au chef-lieu, de type roman, il date du début du XIIe siècle. L’église Notre-Dame, à laquelle il appartenait, fut dévastée sous la Révolution française. Il est classé monument historique par arrêté du 7 mai 1908[4]. Il s'agit d'un remarquable beffroi avec deux étages de fenêtres géminées. L'église originelle a été bâtie sur les fondations d'un temple gallo-romain dédié à Jupiter. La cloche de bronze a été fondue en 1796 par Jean-Baptiste Pitton, saintier ambulant de Carouge, une commune située près de Genève. Originellement, il s'agissait d'une cloche républicaine, faisant 90 cm de haut, 109 cm de diamètre et pesant 700 kg. Elle est ornée de deux bas reliefs représentant l'un un christ en croix, l'autre une vierge portant l'enfant Jésus. Elle a été classée monument historique en 1937.
- L'église Saint-Laurent actuelle, de type néo-classique sarde, fut construite de 1849 à 1952. Sa façade comprend un tympan triangulaire et deux niches abritent les statues de Saint Laurent et de saint François de Sales. À l'intérieur, deux bénitiers de pierre, placés dans le narthex proviennent de la première église. On y trouve aussi un beau Christ en bois du XVIe siècle. En 1986, la commune a fait refaire la toiture et la façade, et en 1995, l'intérieur fut lui aussi rénové. Les orgues sont l'œuvre du facteur d'orgue Dunand de Lyon et datent de 1961.
- La chapelle de Frontenex, construite en 1861 par le chanoine Paul-Bernard Croset-Mouchet.
- La chapelle de Provins, construite en 1877, de style néo-gothique. Plusieurs chapelles se sont succédé à cet emplacement qui faisait l'objet, lors des fêtes de la Vierge et jusqu'au XIXe siècle, de pèlerinages de renommée locale. L'édifice actuel abrite une Pietà (Marie pleurant son fils mort) cachée par des jeunes gens d'Albigny pendant les journées révolutionnaires (voir ci-dessus XVIIIe siècle) et classée Monument historique au titre objet[5].
- Le château de la Pesse[6] est une belle demeure du XIVe siècle et fut un rendez-vous de chasse des ducs de Nemours. Il fut la possession des ou de : Emyon, la Rochette, Montfalcon de Flaxieu, Viollon, Viollon de la Pesse, du Tour, Croset, Girod et Robert Friess.

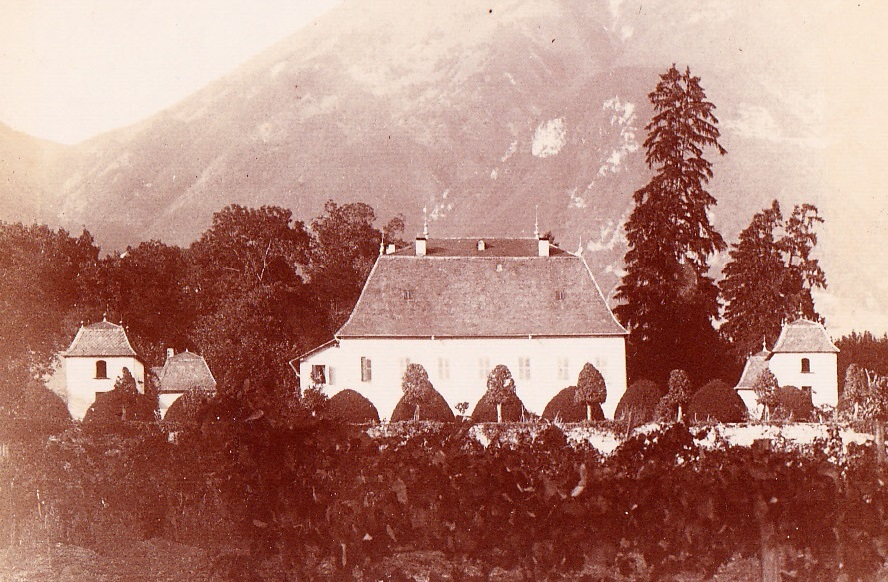
Le château de la Cour en 1898

- Le château de la Cour[7], construit avant 1419, est une ancienne maison forte puis résidence de plaisance à partir du  XVIIIe siècle.  Le château fut la possession de la famille de Menthon (des origines à la Révolution) puis des familles Livet et Guigné notamment. Il vit naître Anne de Guigné (25 avril 1911 - 14 janvier 1922), déclarée « Vénérable » en 1990.

- Le château des Bois et le château de Verboux (manoir), situés à proximité de l'ancienne route d'Annecy à Thônes.
- La villa de la Tour, où vécut l’écrivain Eugène Sue.
- La villa Dunand et son parc, où vécut le compositeur Gabriel Fauré de 1919 à sa mort en 1924, appartiennent aujourd’hui à la commune. La villa abrite quelques services municipaux. Situé au chef-lieu, le parc Gabriel-Fauré a été restauré en 2005 dans le style de l'époque. Il est un lieu d'animations et de rencontres festives durant l'été.
- Le café Brunet, classé « Café historique d’Europe », et connu pour ses soirées philosophiques, ses soirées débats et ses soirées spectacles.
- L'Abbaye, situé en contrebas du chef-lieu, est un quartier de la commune. De fait il n'y a jamais eu d'abbaye sur le territoire d'Annecy-le-Vieux, ni de moines, seulement des terrains appartenant à des congrégations religieuses. Ces terres agricoles avaient été originellement cédées au XIIIe siècle, par le comte Guillaume II de Genève, aux Dames de l'abbaye cistercienne de Sainte-Catherine du Semnoz. La commune a restauré l'ancien corps de ferme et l'a dévolu aux arts graphiques avec l'école municipale de dessin et une salle d'expositions d'Art contemporain.

## Personnalités liées à la commune
- Jean Allarmet de Brogny, (1342-1426), cardinal, juriste, vice-chancelier de l'Église catholique, légat du pape, président du concile de Constance. Nommé vice-chancelier de l'Église par l'anti-pape Benoît XIII, il mit fin au grand schisme d'occident, puis pris une part essentielle dans le rétablissement de l'autorité unique de Rome, en prenant une part active à la déchéance des anti-papes Benoît XIII, Jean XXIII et Grégoire XII dont il reçut l'abdication. Président du Concile de Constance de 1417, il couronne le pape Martin.
- Astolphe de Custine (1790-1857), écrivain
- Jacques Replat (1802-1866), avocat et romancier, poète et historien.
- Eugène Sue (1804-1857), écrivain. Il est l'auteur des fameux Mystères de Paris. Condamné à l'exil par Napoléon III, il s'installe à Annecy-le-Vieux en 1852, d'abord du côté de Vignières, puis au printemps 1853, au domaine de La Tour, plus près du lac, jusqu'à sa mort le 3 août 1857. Révolutionnaire, libertin et puissant malgré son exil, il était une personnalité hautement « sulfureuse » pour le clergé local qui tente de faire le vide autour de lui; en septembre 1952, l'épiscopat conseille de ne pas lire ses romans ni d'en posséder « sous peine de péché grave ». Le curé d'Annecy-le-vieux est muté à Magland pour avoir trop sympathisé avec lui. À Annecy, l'écrivain se lie d'amitié avec le libraire et journaliste Jules Philippe, l'avocat et écrivain Jacques Replat, l'archéologue Éloi Sérand et le propriétaire de l'hôtel de Genève Eugène Verdun. À Aix-les-Bains, il entretient une relation forte avec Marie de Solms, petite nièce de Napoléon Bonaparte; 28 ans d'âge les séparent et leur liaison est jugée scandaleuse. Lors de ses séjours dans la cité balnéaire, il rencontre Victor Hugo, Gérard de Nerval et Charles-Augustin Sainte-Beuve... Durant son séjour, il rédige les Mystères du peuple son nouveau roman feuilleton interdit en France ce qui l'affecte grandement. Pour ses obsèques, le clergé ne facilite pas les choses; craignant des débordements, Cavour, premier ministre du royaume de Sardaigne fait protéger la cérémonie par l'armée. Quelque trois mille personnes l'accompagnent le 6 août 1857 à sa dernière demeure au cimetière de Loverchy à Annecy[8].
- John Ruskin (1819-1900), écrivain et poète
- Gabriel Fauré (1845-1924), compositeur
- Joseph Baud (avril 1864-24 décembre 1904), capitaine de l'armée française et colonisateur du Dahomey.
- Jean Vallette d'Osia (1898-2000), général français, chef de la Résistance intérieure française en Haute-Savoie, chef de corps du 27e Bataillon de Chasseurs Alpins, commandant de la 27e division d'infanterie alpine
- Anne de Guigné (1911-1922), "Vénérable".
- Bernard Accoyer (1945), homme politique, maire d'Annecy-le-Vieux, député, Président de l'Assemblée nationale.
- Edgar Grospiron (1969), skieur, champion du monde et médaillé d’or aux Jeux Olympiques, habitant.
- Sylvie Becaert (1975), championne du monde et olympique de biathlon, habitante.
- Djamel Mesbah (1989), footballeur international algérien, formé au club de la ville, l'USAV.